# 青野敬子
青野 敬子（あおの けいこ、1973年4月8日 - ）は、日本の元女子プロレスラー。

## 所属
- LLPW（1994年 - 2004年）
- フリーランス（2004年 - 2007年）
- JWP女子プロレス（2007年 - 2010年）
- フリーランス（2010年）
- ワールド女子プロレス・ディアナ（2011年 - 2018年）

## 経歴
LLPWに入門し、1995年2月10日の後楽園ホール大会における対レオ北村戦でデビュー。2001年9月に遠藤美月、カルロス天野とユニット「DASH!」を結成。BLACK JOKERやG-MAXと抗争した。2002年6月15日の桂スタジオ大会でBLACK JOKERに勝利し、6人タッグ王座を獲得した。選手会長を務めていた時期もあったが、2004年3月31日付でLLPWを解雇された。
フリー転向後も青野はNEO女子プロレスやGIRLS DOORに素顔で上がっていたが、同時進行で「別の姿」でJWP女子プロレスに上がっているという「噂」が立っていた。そして2007年4月15日のJWP後楽園ホール大会で、ECO対コマンド・ボリショイ対闘獣牙Leonのマスカラ・コントラ・マスカラ・3WAYマッチが行われ、ECOが敗戦した。ECOがマスクを脱ぎ、正体が青野敬子であることが明かされた。
素顔に戻った後も青野はJWP所属としてリングに上がり、2007年5月13日にはリングネームを蹴射斗（けいと）に改めた。
2010年9月19日を以ってJWPを退団し、再びフリーとなる。
2011年、井上京子が社長を務めるワールド女子プロレス・ディアナの旗揚げに参加し（フリー当時、井上のカンボジア遠征に同行していた）、同時にリングネームを本名の青野敬子に戻した。
現在はJWPタッグ王者時代に青野のパートナーだった堀田祐美子が率いる「堀田暴走軍」に加わっている。
2014年2月9日、デビュー20周年興行を開催した。
2015年よりマスク・ド・サンと共闘。
2018年10月7日、後楽園ホール大会にて永島千佳世とのシングルマッチを行い引退。

## 得意技
- 変形シュバイン
- 夜叉ロック
- バイオレットパワーストーン
- タランチュラ
- ブルドッギングフェイスバスター
- シャイニングウィザード
- ファルコンアロー

## タイトル歴
LLPW
- 第10代LLPW認定6人タッグ王座（パートナーは遠藤美月、カルロス天野）

JWP女子プロレス
- 第30代JWP認定タッグ王座（パートナーは堀田祐美子）

ワールド女子プロレス・ディアナ
- 第2代WWWD世界タッグ王座（パートナーは堀田祐美子）

## 入場テーマ曲
- 「The Beauty of Silence」
- 叫び - SHOW-YA

## 特徴
- 鎌倉在住であみとココアという名前の犬を飼っていて青野のブログにも頻繁に登場する。
- プロレス界随一の愛犬家。犬の保護活動も行っている。
- 調理師免許を取得している。